# Tour de San Juan 2023
La 39e édition du Tour de San Juan (officiellement : Vuelta Ciclista a la Provincia de San Juan) a lieu du 22 janvier au 29 janvier 2023 en Argentine. L'épreuve se déroule dans la Province de San Juan incluant sept étapes tracées sur 1 143 kilomètres.
Les éditions 2021 et 2022 avaient été annulées en raison de la pandémie de Covid-19. La course fait partie du calendrier UCI ProSeries 2023 en catégorie 2.Pro.
Initialement vainqueur, Miguel Ángel López est disqualifié pour dopage en juillet 2023,.

## Présentation

### Parcours
Les trois premières étapes ainsi que les deux dernières sont relativement plates et sembles dévolues aux sprinteurs. La quatrième étape est plus vallonnée. La cinquième avec une arrivée au sommet à l'Alto del Colorado (18,8 km à 4,4 %, altitude : 2 623 m) est l'étape reine de ce tour de San Juan. Elle pourrait ou devrait décider de la victoire finale de cette course argentine.

### Équipes
La course est ouverte aux WorldTeams dans la limite de 50 % des équipes participantes, aux équipes continentales professionnelles, aux équipes continentales et aux équipes nationales.
26 équipes participent à la course - 7 WorldTeams, 5 ProTeams, 10 équipes continentales et 4 équipes nationales :
| WorldTeams (7)- Astana Qazaqstan Team - Trek-Segafredo - Soudal Quick-Step - Team DSM - Ineos Grenadiers - Movistar Team - Bora-Hansgrohe ProTeams (5)- Eolo-Kometa - Green Project-Bardiani CSF-Faizanè - Israel-Premier Tech - Team Corratec - TotalEnergies Équipes continentales (10)- Medellín-EPM - Chimbas Te Quiero - Panamá es Cultura y Valores - Team Banco Guayaquil - Sindicato de Empleados Públicos de San Juan - AV Fatima-San Juan Biker Motos-Electro 3 - Municipalidad de Pocito - Municipalidad de Rawson - AP Hotels & Resorts-Tavira-SC Farense - Gremios por el Deporte-Cutral Có Équipes nationales (4)- Argentine - Italie - Chili - Uruguay |
| |

### Favoris
Le vainqueur de la dernière édition courue en 2020 et champion du monde, le Belge Remco Evenepoel de l'équipe Soudal Quick-Step est le principal favori. De retour après une saison 2022 très compliquée au vu des graves séquelles subies à la suite d'une lourde chute en janvier, le Colombien Egan Bernal (Ineos Grenadiers), vainqueur du Tour d'Italie 2021, est aussi à pointer parmi les favoris tout comme ses compatriotes Sergio Higuita (Bora-Hansgrohe), vainqueur du Tour de Catalogne 2022 et Daniel Martínez (Ineos Grenadiers), vainqueur du Tour du Pays basque 2022. Le troisième du Tour d'Italie et du Tour d'Espagne en 2018, Miguel Ángel López ainsi que le 6° du Tour d'Italie 2022, Jan Hirt, nouvel équipier d'Evenepoel, sont au départ. Le Norvégien Andreas Leknessund sera lui aussi au départ, lui qui a remporté une étape du Tour de Suisse 2022. L'Italien Filippo Ganna (Ineos Grenadiers) et le vétéran colombo-espagnol Óscar Sevilla (46 ans), deuxième et troisième au classement général de la dernière édition prendront également le départ.

## Étapes
| Étape     | Date     | Villes étapes                                               | type                      | Distance (km) | Vainqueur d'étape                | Leader du classement général     |
| --------- | -------- | ----------------------------------------------------------- | ------------------------- | ------------- | -------------------------------- | -------------------------------- |
| 1re étape | 22 janv. | San Juan – San Juan                                         | étape de plaine           | 143,9         | Sam Bennett                      | Sam Bennett                      |
| 2e étape  | 23 janv. | villa San Agustín – San José de Jáchal                      | étape de plaine           | 201,1         | Fabio Jakobsen                   | Sam Bennett                      |
| 3e étape  | 24 janv. | Circuit de San Juan Villicum – Circuit de San Juan Villicum | étape de plaine           | 170,9         | Quinn Simmons                    | Sam Bennett                      |
| 4e étape  | 25 janv. | Circuit de San Juan Villicum – Barreal                      | étape de moyenne montagne | 196,5         | Fernando Gaviria                 | Fernando Gaviria                 |
|           | 26 janv. | Jour de repos                                               | Jour de repos             |               |                                  |                                  |
| 5e étape  | 27 janv. | Chimbas – Alto del Colorado                                 | étape de montagne         | 173,7         | Miguel Ángel López Filippo Ganna | Miguel Ángel López Filippo Ganna |
| 6e étape  | 28 janv. | San Juan – San Juan                                         | étape de plaine           | 144,9         | Sam Welsford                     | Miguel Ángel López Filippo Ganna |
| 7e étape  | 29 janv. | San Juan – San Juan                                         | étape de plaine           | 112,7         | Sam Welsford                     | Miguel Ángel López Filippo Ganna |

## Déroulement de la course

### 1reétape
| \| Classement de l'étape \| Classement de l'étape \| Classement de l'étape \| Classement de l'étape \| Classement de l'étape \| \| Coureur \| Coureur \| Pays \| Équipe \| Temps \| \| --------------------- \| --------------------- \| --------------------- \| ---------------------------------- \| --------------------- \| \| 1er \| Sam Bennett \| Irlande \| Bora-Hansgrohe \| 3 h 19 min 16 s \| \| 2e \| Michael Mørkøv \| Danemark \| Soudal Quick-Step \| + 0 s \| \| 3e \| Giacomo Nizzolo \| Italie \| Israel-Premier Tech \| + 0 s \| \| 4e \| Danny van Poppel \| Pays-Bas \| Bora-Hansgrohe \| + 0 s \| \| 5e \| Gleb Syritsa \| Bannière neutre \| Astana Qazaqstan Team \| + 0 s \| \| 6e \| Elia Viviani \| Italie \| Ineos Grenadiers \| + 0 s \| \| 7e \| Peter Sagan \| Slovaquie \| TotalEnergies \| + 0 s \| \| 8e \| Jhonatan Narváez \| Équateur \| Ineos Grenadiers \| + 0 s \| \| 9e \| Enrico Zanoncello \| Italie \| Green Project-Bardiani CSF-Faizanè \| + 0 s \| \| 10e \| Attilio Viviani \| Italie \| Team Corratec \| + 0 s \| |                   |                 |                                    |                 |
| |                   |                 |                                    |                 |
| Source : ProCyclingStats |                   |                 |                                    |                 |
| Classement de l'étape |                   |                 |                                    |                 |
| Coureur | Coureur           | Pays            | Équipe                             | Temps           |
| 1er | Sam Bennett       | Irlande         | Bora-Hansgrohe                     | 3 h 19 min 16 s |
| 2e | Michael Mørkøv    | Danemark        | Soudal Quick-Step                  | + 0 s           |
| 3e | Giacomo Nizzolo   | Italie          | Israel-Premier Tech                | + 0 s           |
| 4e | Danny van Poppel  | Pays-Bas        | Bora-Hansgrohe                     | + 0 s           |
| 5e | Gleb Syritsa      | Bannière neutre | Astana Qazaqstan Team              | + 0 s           |
| 6e | Elia Viviani      | Italie          | Ineos Grenadiers                   | + 0 s           |
| 7e | Peter Sagan       | Slovaquie       | TotalEnergies                      | + 0 s           |
| 8e | Jhonatan Narváez  | Équateur        | Ineos Grenadiers                   | + 0 s           |
| 9e | Enrico Zanoncello | Italie          | Green Project-Bardiani CSF-Faizanè | + 0 s           |
| 10e | Attilio Viviani   | Italie          | Team Corratec                      | + 0 s           |

| \| Classement général \| Classement général \| Classement général \| Classement général \| Classement général \| \| Coureur \| Coureur \| Pays \| Équipe \| Temps \| \| ------------------ \| ------------------ \| ------------------ \| ---------------------------------- \| ------------------ \| \| 1er \| Sam Bennett \| Irlande \| Bora-Hansgrohe \| 3 h 19 min 06 s \| \| 2e \| Michael Mørkøv \| Danemark \| Soudal Quick-Step \| + 4 s \| \| 3e \| Giacomo Nizzolo \| Italie \| Israel-Premier Tech \| + 6 s \| \| 4e \| Danny van Poppel \| Pays-Bas \| Bora-Hansgrohe \| + 10 s \| \| 5e \| Gleb Syritsa \| Bannière neutre \| Astana Qazaqstan Team \| + 10 s \| \| 6e \| Elia Viviani \| Italie \| Ineos Grenadiers \| + 10 s \| \| 7e \| Peter Sagan \| Slovaquie \| TotalEnergies \| + 10 s \| \| 8e \| Jhonatan Narváez \| Équateur \| Ineos Grenadiers \| + 10 s \| \| 9e \| Enrico Zanoncello \| Italie \| Green Project-Bardiani CSF-Faizanè \| + 10 s \| \| 10e \| Attilio Viviani \| Italie \| Team Corratec \| + 10 s \| |                   |                 |                                    |                 |
| |                   |                 |                                    |                 |
| Source : ProCyclingStats |                   |                 |                                    |                 |
| Classement général |                   |                 |                                    |                 |
| Coureur | Coureur           | Pays            | Équipe                             | Temps           |
| 1er | Sam Bennett       | Irlande         | Bora-Hansgrohe                     | 3 h 19 min 06 s |
| 2e | Michael Mørkøv    | Danemark        | Soudal Quick-Step                  | + 4 s           |
| 3e | Giacomo Nizzolo   | Italie          | Israel-Premier Tech                | + 6 s           |
| 4e | Danny van Poppel  | Pays-Bas        | Bora-Hansgrohe                     | + 10 s          |
| 5e | Gleb Syritsa      | Bannière neutre | Astana Qazaqstan Team              | + 10 s          |
| 6e | Elia Viviani      | Italie          | Ineos Grenadiers                   | + 10 s          |
| 7e | Peter Sagan       | Slovaquie       | TotalEnergies                      | + 10 s          |
| 8e | Jhonatan Narváez  | Équateur        | Ineos Grenadiers                   | + 10 s          |
| 9e | Enrico Zanoncello | Italie          | Green Project-Bardiani CSF-Faizanè | + 10 s          |
| 10e | Attilio Viviani   | Italie          | Team Corratec                      | + 10 s          |

### 2eétape
| \| Classement de l'étape \| Classement de l'étape \| Classement de l'étape \| Classement de l'étape \| Classement de l'étape \| \| Coureur \| Coureur \| Pays \| Équipe \| Temps \| \| --------------------- \| --------------------- \| --------------------- \| --------------------- \| --------------------- \| \| 1er \| Fabio Jakobsen \| Pays-Bas \| Soudal Quick-Step \| 43 h 49 min 02 s \| \| 2e \| Fernando Gaviria \| Colombie \| Movistar Team \| + 0 s \| \| 3e \| Jon Aberasturi \| Espagne \| Trek-Segafredo \| + 0 s \| \| 4e \| Sam Bennett \| Irlande \| Bora-Hansgrohe \| + 0 s \| \| 5e \| Nicolás Tivani \| Argentine \| Team Corratec \| + 0 s \| \| 6e \| Giacomo Nizzolo \| Italie \| Israel-Premier Tech \| + 0 s \| \| 7e \| Tobias Lund Andresen \| Danemark \| Team DSM \| + 0 s \| \| 8e \| Elia Viviani \| Italie \| Ineos Grenadiers \| + 0 s \| \| 9e \| Peter Sagan \| Slovaquie \| TotalEnergies \| + 0 s \| \| 10e \| Niklas Märkl \| Allemagne \| Team DSM \| + 0 s \| |                      |           |                     |                  |
| |                      |           |                     |                  |
| Source : ProCyclingStats |                      |           |                     |                  |
| Classement de l'étape |                      |           |                     |                  |
| Coureur | Coureur              | Pays      | Équipe              | Temps            |
| 1er | Fabio Jakobsen       | Pays-Bas  | Soudal Quick-Step   | 43 h 49 min 02 s |
| 2e | Fernando Gaviria     | Colombie  | Movistar Team       | + 0 s            |
| 3e | Jon Aberasturi       | Espagne   | Trek-Segafredo      | + 0 s            |
| 4e | Sam Bennett          | Irlande   | Bora-Hansgrohe      | + 0 s            |
| 5e | Nicolás Tivani       | Argentine | Team Corratec       | + 0 s            |
| 6e | Giacomo Nizzolo      | Italie    | Israel-Premier Tech | + 0 s            |
| 7e | Tobias Lund Andresen | Danemark  | Team DSM            | + 0 s            |
| 8e | Elia Viviani         | Italie    | Ineos Grenadiers    | + 0 s            |
| 9e | Peter Sagan          | Slovaquie | TotalEnergies       | + 0 s            |
| 10e | Niklas Märkl         | Allemagne | Team DSM            | + 0 s            |

| \| Classement général \| Classement général \| Classement général \| Classement général \| Classement général \| \| Coureur \| Coureur \| Pays \| Équipe \| Temps \| \| ------------------ \| ------------------ \| ------------------ \| ------------------- \| ------------------ \| \| 1er \| Sam Bennett \| Irlande \| Bora-Hansgrohe \| 7 h 41 min 28 s \| \| 2e \| Fabio Jakobsen \| Pays-Bas \| Soudal Quick-Step \| + 0 s \| \| 3e \| Fernando Gaviria \| Colombie \| Movistar Team \| + 4 s \| \| 4e \| Michael Mørkøv \| Danemark \| Soudal Quick-Step \| + 4 s \| \| 5e \| Giacomo Nizzolo \| Italie \| Israel-Premier Tech \| + 6 s \| \| 6e \| Jon Aberasturi \| Espagne \| Trek-Segafredo \| + 6 s \| \| 7e \| Óscar Sevilla \| Espagne \| Medellín-EPM \| + 6 s \| \| 8e \| Elia Viviani \| Italie \| Ineos Grenadiers \| + 10 s \| \| 9e \| Peter Sagan \| Slovaquie \| TotalEnergies \| + 10 s \| \| 10e \| Danny van Poppel \| Pays-Bas \| Bora-Hansgrohe \| + 10 s \| |                  |           |                     |                 |
| |                  |           |                     |                 |
| Source : ProCyclingStats |                  |           |                     |                 |
| Classement général |                  |           |                     |                 |
| Coureur | Coureur          | Pays      | Équipe              | Temps           |
| 1er | Sam Bennett      | Irlande   | Bora-Hansgrohe      | 7 h 41 min 28 s |
| 2e | Fabio Jakobsen   | Pays-Bas  | Soudal Quick-Step   | + 0 s           |
| 3e | Fernando Gaviria | Colombie  | Movistar Team       | + 4 s           |
| 4e | Michael Mørkøv   | Danemark  | Soudal Quick-Step   | + 4 s           |
| 5e | Giacomo Nizzolo  | Italie    | Israel-Premier Tech | + 6 s           |
| 6e | Jon Aberasturi   | Espagne   | Trek-Segafredo      | + 6 s           |
| 7e | Óscar Sevilla    | Espagne   | Medellín-EPM        | + 6 s           |
| 8e | Elia Viviani     | Italie    | Ineos Grenadiers    | + 10 s          |
| 9e | Peter Sagan      | Slovaquie | TotalEnergies       | + 10 s          |
| 10e | Danny van Poppel | Pays-Bas  | Bora-Hansgrohe      | + 10 s          |

### 3eétape
| \| Classement de l'étape \| Classement de l'étape \| Classement de l'étape \| Classement de l'étape \| Classement de l'étape \| \| Coureur \| Coureur \| Pays \| Équipe \| Temps \| \| --------------------- \| --------------------- \| --------------------- \| ------------------------------------------- \| --------------------- \| \| 1er \| Quinn Simmons \| États-Unis \| Trek-Segafredo \| 3 h 49 min 30 s \| \| 2e \| Maximiliano Richeze \| Argentine \| Argentine \| + 0 s \| \| 3e \| Sam Bennett \| Irlande \| Bora-Hansgrohe \| + 0 s \| \| 4e \| Fernando Gaviria \| Colombie \| Movistar Team \| + 0 s \| \| 5e \| Giacomo Nizzolo \| Italie \| Israel-Premier Tech \| + 0 s \| \| 6e \| Peter Sagan \| Slovaquie \| TotalEnergies \| + 0 s \| \| 7e \| Nicolás Tivani \| Argentine \| Team Corratec \| + 0 s \| \| 8e \| Yves Lampaert \| Belgique \| Soudal Quick-Step \| + 0 s \| \| 9e \| Daniel Oss \| Italie \| TotalEnergies \| + 0 s \| \| 10e \| Juan Pablo Dotti \| Argentine \| Sindicato de Empleados Públicos de San Juan \| + 0 s \| |                     |            |                                             |                 |
| |                     |            |                                             |                 |
| Source : ProCyclingStats |                     |            |                                             |                 |
| Classement de l'étape |                     |            |                                             |                 |
| Coureur | Coureur             | Pays       | Équipe                                      | Temps           |
| 1er | Quinn Simmons       | États-Unis | Trek-Segafredo                              | 3 h 49 min 30 s |
| 2e | Maximiliano Richeze | Argentine  | Argentine                                   | + 0 s           |
| 3e | Sam Bennett         | Irlande    | Bora-Hansgrohe                              | + 0 s           |
| 4e | Fernando Gaviria    | Colombie   | Movistar Team                               | + 0 s           |
| 5e | Giacomo Nizzolo     | Italie     | Israel-Premier Tech                         | + 0 s           |
| 6e | Peter Sagan         | Slovaquie  | TotalEnergies                               | + 0 s           |
| 7e | Nicolás Tivani      | Argentine  | Team Corratec                               | + 0 s           |
| 8e | Yves Lampaert       | Belgique   | Soudal Quick-Step                           | + 0 s           |
| 9e | Daniel Oss          | Italie     | TotalEnergies                               | + 0 s           |
| 10e | Juan Pablo Dotti    | Argentine  | Sindicato de Empleados Públicos de San Juan | + 0 s           |

| \| Classement général \| Classement général \| Classement général \| Classement général \| Classement général \| \| Coureur \| Coureur \| Pays \| Équipe \| Temps \| \| ------------------ \| -------------------- \| ------------------ \| ------------------- \| ------------------ \| \| 1er \| Sam Bennett \| Irlande \| Bora-Hansgrohe \| 11 h 30 min 54 s \| \| 2e \| Fabio Jakobsen \| Pays-Bas \| Soudal Quick-Step \| + 6 s \| \| 3e \| Fernando Gaviria \| Colombie \| Movistar Team \| + 8 s \| \| 4e \| Giacomo Nizzolo \| Italie \| Israel-Premier Tech \| + 10 s \| \| 5e \| Peter Sagan \| Slovaquie \| TotalEnergies \| + 14 s \| \| 6e \| Danny van Poppel \| Pays-Bas \| Bora-Hansgrohe \| + 14 s \| \| 7e \| Tobias Lund Andresen \| Danemark \| Team DSM \| + 14 s \| \| 8e \| Nicolás Tivani \| Argentine \| Team Corratec \| + 14 s \| \| 9e \| Daniel Oss \| Italie \| TotalEnergies \| + 14 s \| \| 10e \| Yves Lampaert \| Belgique \| Soudal Quick-Step \| + 14 s \| |                      |           |                     |                  |
| |                      |           |                     |                  |
| Source : ProCyclingStats |                      |           |                     |                  |
| Classement général |                      |           |                     |                  |
| Coureur | Coureur              | Pays      | Équipe              | Temps            |
| 1er | Sam Bennett          | Irlande   | Bora-Hansgrohe      | 11 h 30 min 54 s |
| 2e | Fabio Jakobsen       | Pays-Bas  | Soudal Quick-Step   | + 6 s            |
| 3e | Fernando Gaviria     | Colombie  | Movistar Team       | + 8 s            |
| 4e | Giacomo Nizzolo      | Italie    | Israel-Premier Tech | + 10 s           |
| 5e | Peter Sagan          | Slovaquie | TotalEnergies       | + 14 s           |
| 6e | Danny van Poppel     | Pays-Bas  | Bora-Hansgrohe      | + 14 s           |
| 7e | Tobias Lund Andresen | Danemark  | Team DSM            | + 14 s           |
| 8e | Nicolás Tivani       | Argentine | Team Corratec       | + 14 s           |
| 9e | Daniel Oss           | Italie    | TotalEnergies       | + 14 s           |
| 10e | Yves Lampaert        | Belgique  | Soudal Quick-Step   | + 14 s           |

### 4eétape
| \| Classement de l'étape \| Classement de l'étape \| Classement de l'étape \| Classement de l'étape \| Classement de l'étape \| \| Coureur \| Coureur \| Pays \| Équipe \| Temps \| \| --------------------- \| --------------------- \| --------------------- \| -------------------------------- \| --------------------- \| \| 1er \| Fernando Gaviria \| Colombie \| Movistar Team \| 4 h 35 min 27 s \| \| 2e \| Peter Sagan \| Slovaquie \| TotalEnergies \| + 0 s \| \| 3e \| Filippo Ganna \| Italie \| Ineos Grenadiers \| + 0 s \| \| 4e \| Yves Lampaert \| Belgique \| Soudal Quick-Step \| + 0 s \| \| 5e \| Niklas Märkl \| Allemagne \| Team DSM \| + 0 s \| \| 6e \| Brandon Rivera \| Colombie \| Ineos Grenadiers \| + 0 s \| \| 7e \| Nicolás Tivani \| Argentine \| Team Corratec \| + 0 s \| \| 8e \| Quinn Simmons \| États-Unis \| Trek-Segafredo \| + 0 s \| \| 9e \| Laureano Rosas \| Argentine \| Gremios por el Deporte-Cutral Có \| + 0 s \| \| 10e \| Mathias Vacek \| Tchéquie \| Trek-Segafredo \| + 0 s \| |                  |            |                                  |                 |
| |                  |            |                                  |                 |
| Source : ProCyclingStats |                  |            |                                  |                 |
| Classement de l'étape |                  |            |                                  |                 |
| Coureur | Coureur          | Pays       | Équipe                           | Temps           |
| 1er | Fernando Gaviria | Colombie   | Movistar Team                    | 4 h 35 min 27 s |
| 2e | Peter Sagan      | Slovaquie  | TotalEnergies                    | + 0 s           |
| 3e | Filippo Ganna    | Italie     | Ineos Grenadiers                 | + 0 s           |
| 4e | Yves Lampaert    | Belgique   | Soudal Quick-Step                | + 0 s           |
| 5e | Niklas Märkl     | Allemagne  | Team DSM                         | + 0 s           |
| 6e | Brandon Rivera   | Colombie   | Ineos Grenadiers                 | + 0 s           |
| 7e | Nicolás Tivani   | Argentine  | Team Corratec                    | + 0 s           |
| 8e | Quinn Simmons    | États-Unis | Trek-Segafredo                   | + 0 s           |
| 9e | Laureano Rosas   | Argentine  | Gremios por el Deporte-Cutral Có | + 0 s           |
| 10e | Mathias Vacek    | Tchéquie   | Trek-Segafredo                   | + 0 s           |

| \| Classement général \| Classement général \| Classement général \| Classement général \| Classement général \| \| Coureur \| Coureur \| Pays \| Équipe \| Temps \| \| ------------------ \| -------------------- \| ------------------ \| ------------------------------------------- \| ------------------ \| \| 1er \| Fernando Gaviria \| Colombie \| Movistar Team \| 16 h 06 min 19 s \| \| 2e \| Peter Sagan \| Slovaquie \| TotalEnergies \| + 10 s \| \| 3e \| Juan Pablo Dotti \| Argentine \| Sindicato de Empleados Públicos de San Juan \| + 13 s \| \| 4e \| Filippo Ganna \| Italie \| Ineos Grenadiers \| + 14 s \| \| 5e \| Nicolás Tivani \| Argentine \| Team Corratec \| + 16 s \| \| 6e \| Tobias Lund Andresen \| Danemark \| Team DSM \| + 16 s \| \| 7e \| Daniel Oss \| Italie \| TotalEnergies \| + 16 s \| \| 8e \| Yves Lampaert \| Belgique \| Soudal Quick-Step \| + 16 s \| \| 9e \| Mathias Vacek \| Tchéquie \| Trek-Segafredo \| + 16 s \| \| 10e \| Óscar Sevilla \| Espagne \| Medellín-EPM \| + 16 s \| |                      |           |                                             |                  |
| |                      |           |                                             |                  |
| Source : ProCyclingStats |                      |           |                                             |                  |
| Classement général |                      |           |                                             |                  |
| Coureur | Coureur              | Pays      | Équipe                                      | Temps            |
| 1er | Fernando Gaviria     | Colombie  | Movistar Team                               | 16 h 06 min 19 s |
| 2e | Peter Sagan          | Slovaquie | TotalEnergies                               | + 10 s           |
| 3e | Juan Pablo Dotti     | Argentine | Sindicato de Empleados Públicos de San Juan | + 13 s           |
| 4e | Filippo Ganna        | Italie    | Ineos Grenadiers                            | + 14 s           |
| 5e | Nicolás Tivani       | Argentine | Team Corratec                               | + 16 s           |
| 6e | Tobias Lund Andresen | Danemark  | Team DSM                                    | + 16 s           |
| 7e | Daniel Oss           | Italie    | TotalEnergies                               | + 16 s           |
| 8e | Yves Lampaert        | Belgique  | Soudal Quick-Step                           | + 16 s           |
| 9e | Mathias Vacek        | Tchéquie  | Trek-Segafredo                              | + 16 s           |
| 10e | Óscar Sevilla        | Espagne   | Medellín-EPM                                | + 16 s           |

### 5eétape
Dans la longue ascension finale vers l'Alto del Colorado, Remco Evenepoel est le premier a attaquer à dix kilomètres de l'arrivée mais il est rejoint trois kilomètres plus loin. Les Colombiens Sergio Higuita et Miguel Ángel López se détachent. López met une accélération dans les cinq derniers kilomètres. Filippo Ganna tente seul de revenir mais le Colombien gère son avance, gagne l'étape et devient leader au général.
| \| Classement de l'étape \| Classement de l'étape \| Classement de l'étape \| Classement de l'étape \| Classement de l'étape \| \| Coureur \| Coureur \| Pays \| Équipe \| Temps \| \| --------------------- \| --------------------- \| --------------------- \| ------------------------------------------- \| --------------------- \| \| 1er \| Miguel Ángel López \| Colombie \| Medellín-EPM \| DQ \| \| 1er \| Filippo Ganna \| Italie \| Ineos Grenadiers \| + 30 s \| \| 3e \| Sergio Higuita \| Colombie \| Bora-Hansgrohe \| + 38 s \| \| 4e \| Egan Bernal \| Colombie \| Ineos Grenadiers \| + 40 s \| \| 5e \| Einer Rubio \| Colombie \| Movistar Team \| + 40 s \| \| 6e \| Brandon Rivera \| Colombie \| Ineos Grenadiers \| + 51 s \| \| 7e \| Remco Evenepoel \| Belgique \| Soudal Quick-Step \| + 1 min 09 s \| \| 8e \| Nicolás Paredes \| Colombie \| Sindicato de Empleados Públicos de San Juan \| + 1 min 09 s \| \| 9e \| Kevin Vermaerke \| États-Unis \| Team DSM \| + 1 min 11 s \| \| 10e \| Quinn Simmons \| États-Unis \| Trek-Segafredo \| + 1 min 31 s \| |                    |            |                                             |              |
| |                    |            |                                             |              |
| Source : ProCyclingStats |                    |            |                                             |              |
| Classement de l'étape |                    |            |                                             |              |
| Coureur | Coureur            | Pays       | Équipe                                      | Temps        |
| 1er | Miguel Ángel López | Colombie   | Medellín-EPM                                | DQ           |
| 1er | Filippo Ganna      | Italie     | Ineos Grenadiers                            | + 30 s       |
| 3e | Sergio Higuita     | Colombie   | Bora-Hansgrohe                              | + 38 s       |
| 4e | Egan Bernal        | Colombie   | Ineos Grenadiers                            | + 40 s       |
| 5e | Einer Rubio        | Colombie   | Movistar Team                               | + 40 s       |
| 6e | Brandon Rivera     | Colombie   | Ineos Grenadiers                            | + 51 s       |
| 7e | Remco Evenepoel    | Belgique   | Soudal Quick-Step                           | + 1 min 09 s |
| 8e | Nicolás Paredes    | Colombie   | Sindicato de Empleados Públicos de San Juan | + 1 min 09 s |
| 9e | Kevin Vermaerke    | États-Unis | Team DSM                                    | + 1 min 11 s |
| 10e | Quinn Simmons      | États-Unis | Trek-Segafredo                              | + 1 min 31 s |

| \| Classement général \| Classement général \| Classement général \| Classement général \| Classement général \| \| Coureur \| Coureur \| Pays \| Équipe \| Temps \| \| ------------------ \| ------------------ \| ------------------ \| ------------------------------------------- \| ------------------ \| \| 1er \| Miguel Ángel López \| Colombie \| Medellín-EPM \| DQ \| \| 1er \| Filippo Ganna \| Italie \| Ineos Grenadiers \| + 30 s \| \| 3e \| Sergio Higuita \| Colombie \| Bora-Hansgrohe \| + 44 s \| \| 4e \| Egan Bernal \| Colombie \| Ineos Grenadiers \| + 50 s \| \| 5e \| Einer Rubio \| Colombie \| Movistar Team \| + 50 s \| \| 6e \| Brandon Rivera \| Colombie \| Ineos Grenadiers \| + 1 min 01 s \| \| 7e \| Nicolás Paredes \| Colombie \| Sindicato de Empleados Públicos de San Juan \| + 1 min 19 s \| \| 8e \| Remco Evenepoel \| Belgique \| Soudal Quick-Step \| + 1 min 19 s \| \| 9e \| Kevin Vermaerke \| États-Unis \| Team DSM \| + 1 min 30 s \| \| 10e \| Matthew Riccitello \| États-Unis \| Israel-Premier Tech \| + 1 min 41 s \| |                    |            |                                             |              |
| |                    |            |                                             |              |
| Source : ProCyclingStats |                    |            |                                             |              |
| Classement général |                    |            |                                             |              |
| Coureur | Coureur            | Pays       | Équipe                                      | Temps        |
| 1er | Miguel Ángel López | Colombie   | Medellín-EPM                                | DQ           |
| 1er | Filippo Ganna      | Italie     | Ineos Grenadiers                            | + 30 s       |
| 3e | Sergio Higuita     | Colombie   | Bora-Hansgrohe                              | + 44 s       |
| 4e | Egan Bernal        | Colombie   | Ineos Grenadiers                            | + 50 s       |
| 5e | Einer Rubio        | Colombie   | Movistar Team                               | + 50 s       |
| 6e | Brandon Rivera     | Colombie   | Ineos Grenadiers                            | + 1 min 01 s |
| 7e | Nicolás Paredes    | Colombie   | Sindicato de Empleados Públicos de San Juan | + 1 min 19 s |
| 8e | Remco Evenepoel    | Belgique   | Soudal Quick-Step                           | + 1 min 19 s |
| 9e | Kevin Vermaerke    | États-Unis | Team DSM                                    | + 1 min 30 s |
| 10e | Matthew Riccitello | États-Unis | Israel-Premier Tech                         | + 1 min 41 s |

### 6eétape
| \| Classement de l'étape \| Classement de l'étape \| Classement de l'étape \| Classement de l'étape \| Classement de l'étape \| \| Coureur \| Coureur \| Pays \| Équipe \| Temps \| \| --------------------- \| --------------------- \| --------------------- \| ---------------------------------- \| --------------------- \| \| 1er \| Sam Welsford \| Australie \| Team DSM \| 3 h 03 min 39 s \| \| 2e \| Sam Bennett \| Irlande \| Bora-Hansgrohe \| + 0 s \| \| 3e \| Fernando Gaviria \| Colombie \| Movistar Team \| + 0 s \| \| 4e \| Fabio Jakobsen \| Pays-Bas \| Soudal Quick-Step \| + 0 s \| \| 5e \| Attilio Viviani \| Italie \| Team Corratec \| + 0 s \| \| 6e \| Peter Sagan \| Slovaquie \| TotalEnergies \| + 0 s \| \| 7e \| Gleb Syritsa \| Bannière neutre \| Astana Qazaqstan Team \| + 0 s \| \| 8e \| Elia Viviani \| Italie \| Ineos Grenadiers \| + 0 s \| \| 9e \| Enrico Zanoncello \| Italie \| Green Project-Bardiani CSF-Faizanè \| + 0 s \| \| 10e \| Mattia Pinazzi \| Italie \| Italie \| + 0 s \| |                   |                 |                                    |                 |
| |                   |                 |                                    |                 |
| Source : ProCyclingStats |                   |                 |                                    |                 |
| Classement de l'étape |                   |                 |                                    |                 |
| Coureur | Coureur           | Pays            | Équipe                             | Temps           |
| 1er | Sam Welsford      | Australie       | Team DSM                           | 3 h 03 min 39 s |
| 2e | Sam Bennett       | Irlande         | Bora-Hansgrohe                     | + 0 s           |
| 3e | Fernando Gaviria  | Colombie        | Movistar Team                      | + 0 s           |
| 4e | Fabio Jakobsen    | Pays-Bas        | Soudal Quick-Step                  | + 0 s           |
| 5e | Attilio Viviani   | Italie          | Team Corratec                      | + 0 s           |
| 6e | Peter Sagan       | Slovaquie       | TotalEnergies                      | + 0 s           |
| 7e | Gleb Syritsa      | Bannière neutre | Astana Qazaqstan Team              | + 0 s           |
| 8e | Elia Viviani      | Italie          | Ineos Grenadiers                   | + 0 s           |
| 9e | Enrico Zanoncello | Italie          | Green Project-Bardiani CSF-Faizanè | + 0 s           |
| 10e | Mattia Pinazzi    | Italie          | Italie                             | + 0 s           |

| \| Classement général \| Classement général \| Classement général \| Classement général \| Classement général \| \| Coureur \| Coureur \| Pays \| Équipe \| Temps \| \| ------------------ \| ------------------ \| ------------------ \| ------------------------------------------- \| ------------------ \| \| 1er \| Miguel Ángel López \| Colombie \| Medellín-EPM \| DQ \| \| 1er \| Filippo Ganna \| Italie \| Ineos Grenadiers \| + 30 s \| \| 3e \| Sergio Higuita \| Colombie \| Bora-Hansgrohe \| + 44 s \| \| 4e \| Einer Rubio \| Colombie \| Movistar Team \| + 50 s \| \| 5e \| Brandon Rivera \| Colombie \| Ineos Grenadiers \| + 1 min 01 s \| \| 6e \| Nicolás Paredes \| Colombie \| Sindicato de Empleados Públicos de San Juan \| + 1 min 19 s \| \| 7e \| Remco Evenepoel \| Belgique \| Soudal Quick-Step \| + 1 min 19 s \| \| 8e \| Kevin Vermaerke \| États-Unis \| Team DSM \| + 1 min 30 s \| \| 9e \| Matthew Riccitello \| États-Unis \| Israel-Premier Tech \| + 1 min 41 s \| \| 10e \| Quinn Simmons \| États-Unis \| Trek-Segafredo \| + 1 min 46 s \| |                    |            |                                             |              |
| |                    |            |                                             |              |
| Source : ProCyclingStats |                    |            |                                             |              |
| Classement général |                    |            |                                             |              |
| Coureur | Coureur            | Pays       | Équipe                                      | Temps        |
| 1er | Miguel Ángel López | Colombie   | Medellín-EPM                                | DQ           |
| 1er | Filippo Ganna      | Italie     | Ineos Grenadiers                            | + 30 s       |
| 3e | Sergio Higuita     | Colombie   | Bora-Hansgrohe                              | + 44 s       |
| 4e | Einer Rubio        | Colombie   | Movistar Team                               | + 50 s       |
| 5e | Brandon Rivera     | Colombie   | Ineos Grenadiers                            | + 1 min 01 s |
| 6e | Nicolás Paredes    | Colombie   | Sindicato de Empleados Públicos de San Juan | + 1 min 19 s |
| 7e | Remco Evenepoel    | Belgique   | Soudal Quick-Step                           | + 1 min 19 s |
| 8e | Kevin Vermaerke    | États-Unis | Team DSM                                    | + 1 min 30 s |
| 9e | Matthew Riccitello | États-Unis | Israel-Premier Tech                         | + 1 min 41 s |
| 10e | Quinn Simmons      | États-Unis | Trek-Segafredo                              | + 1 min 46 s |

### 7eétape
| \| Classement de l'étape \| Classement de l'étape \| Classement de l'étape \| Classement de l'étape \| Classement de l'étape \| \| Coureur \| Coureur \| Pays \| Équipe \| Temps \| \| --------------------- \| --------------------- \| --------------------- \| ---------------------------------- \| --------------------- \| \| 1er \| Sam Welsford \| Australie \| Team DSM \| 2 h 23 min 41 s \| \| 2e \| Fabio Jakobsen \| Pays-Bas \| Soudal Quick-Step \| + 0 s \| \| 3e \| Giacomo Nizzolo \| Italie \| Israel-Premier Tech \| + 0 s \| \| 4e \| Yevgeniy Gidich \| Kazakhstan \| Astana Qazaqstan Team \| + 0 s \| \| 5e \| Danny van Poppel \| Pays-Bas \| Bora-Hansgrohe \| + 0 s \| \| 6e \| Attilio Viviani \| Italie \| Team Corratec \| + 0 s \| \| 7e \| Giovanni Lonardi \| Italie \| Eolo-Kometa \| + 0 s \| \| 8e \| Peter Sagan \| Slovaquie \| TotalEnergies \| + 0 s \| \| 9e \| Jon Aberasturi \| Espagne \| Trek-Segafredo \| + 0 s \| \| 10e \| Enrico Zanoncello \| Italie \| Green Project-Bardiani CSF-Faizanè \| + 0 s \| |                   |            |                                    |                 |
| |                   |            |                                    |                 |
| Source : ProCyclingStats |                   |            |                                    |                 |
| Classement de l'étape |                   |            |                                    |                 |
| Coureur | Coureur           | Pays       | Équipe                             | Temps           |
| 1er | Sam Welsford      | Australie  | Team DSM                           | 2 h 23 min 41 s |
| 2e | Fabio Jakobsen    | Pays-Bas   | Soudal Quick-Step                  | + 0 s           |
| 3e | Giacomo Nizzolo   | Italie     | Israel-Premier Tech                | + 0 s           |
| 4e | Yevgeniy Gidich   | Kazakhstan | Astana Qazaqstan Team              | + 0 s           |
| 5e | Danny van Poppel  | Pays-Bas   | Bora-Hansgrohe                     | + 0 s           |
| 6e | Attilio Viviani   | Italie     | Team Corratec                      | + 0 s           |
| 7e | Giovanni Lonardi  | Italie     | Eolo-Kometa                        | + 0 s           |
| 8e | Peter Sagan       | Slovaquie  | TotalEnergies                      | + 0 s           |
| 9e | Jon Aberasturi    | Espagne    | Trek-Segafredo                     | + 0 s           |
| 10e | Enrico Zanoncello | Italie     | Green Project-Bardiani CSF-Faizanè | + 0 s           |

## Classements finals

### Classement général
| \| Classement général \| Classement général \| Classement général \| Classement général \| Classement général \| \| Coureur \| Coureur \| Pays \| Équipe \| Temps \| \| ------------------ \| ------------------ \| ------------------ \| ------------------------------------------- \| ------------------ \| \| 1er \| Miguel Ángel López \| Colombie \| Medellín-EPM \| DQ \| \| 1er \| Filippo Ganna \| Italie \| Ineos Grenadiers \| + 30 s \| \| 2e \| Sergio Higuita \| Colombie \| Bora-Hansgrohe \| + 44 s \| \| 3e \| Einer Rubio \| Colombie \| Movistar Team \| + 50 s \| \| 4e \| Brandon Rivera \| Colombie \| Ineos Grenadiers \| + 1 min 01 s \| \| 5e \| Nicolás Paredes \| Colombie \| Sindicato de Empleados Públicos de San Juan \| + 1 min 19 s \| \| 6e \| Remco Evenepoel \| Belgique \| Soudal Quick-Step \| + 1 min 19 s \| \| 7e \| Kevin Vermaerke \| États-Unis \| Team DSM \| + 1 min 30 s \| \| 8e \| Quinn Simmons \| États-Unis \| Trek-Segafredo \| + 1 min 46 s \| \| 8e \| Matthew Riccitello \| États-Unis \| Israel-Premier Tech \| + 1 min 41 s \| \| 10e \| Leandro Messineo \| Argentine \| Chimbas Te Quiero \| + 1 min 56 s \| \| 12e \| Nicolás Tivani \| Argentine \| Team Corratec \| + 1 min 59 s \| \| 13e \| Oier Lazkano \| Espagne \| Movistar Team \| + 2 min 00 s \| \| 14e \| Juan Pablo Dotti \| Argentine \| Sindicato de Empleados Públicos de San Juan \| + 2 min 05 s \| \| 15e \| Steff Cras \| Belgique \| TotalEnergies \| + 2 min 11 s \| \| 16e \| Vicente Rojas \| Chili \| Chili \| + 2 min 12 s \| \| 17e \| Abner González \| Porto Rico \| Movistar Team \| + 2 min 12 s \| \| 18e \| Harold Tejada \| Colombie \| Astana Qazaqstan Team \| + 2 min 16 s \| \| 19e \| Marco Frigo \| Italie \| Israel-Premier Tech \| + 2 min 18 s \| \| 20e \| Yves Lampaert \| Belgique \| Soudal Quick-Step \| + 2 min 28 s \| |                    |            |                                             |              |
| |                    |            |                                             |              |
| Source : ProCyclingStats |                    |            |                                             |              |
| Classement général |                    |            |                                             |              |
| Coureur | Coureur            | Pays       | Équipe                                      | Temps        |
| 1er | Miguel Ángel López | Colombie   | Medellín-EPM                                | DQ           |
| 1er | Filippo Ganna      | Italie     | Ineos Grenadiers                            | + 30 s       |
| 2e | Sergio Higuita     | Colombie   | Bora-Hansgrohe                              | + 44 s       |
| 3e | Einer Rubio        | Colombie   | Movistar Team                               | + 50 s       |
| 4e | Brandon Rivera     | Colombie   | Ineos Grenadiers                            | + 1 min 01 s |
| 5e | Nicolás Paredes    | Colombie   | Sindicato de Empleados Públicos de San Juan | + 1 min 19 s |
| 6e | Remco Evenepoel    | Belgique   | Soudal Quick-Step                           | + 1 min 19 s |
| 7e | Kevin Vermaerke    | États-Unis | Team DSM                                    | + 1 min 30 s |
| 8e | Quinn Simmons      | États-Unis | Trek-Segafredo                              | + 1 min 46 s |
| 8e | Matthew Riccitello | États-Unis | Israel-Premier Tech                         | + 1 min 41 s |
| 10e | Leandro Messineo   | Argentine  | Chimbas Te Quiero                           | + 1 min 56 s |
| 12e | Nicolás Tivani     | Argentine  | Team Corratec                               | + 1 min 59 s |
| 13e | Oier Lazkano       | Espagne    | Movistar Team                               | + 2 min 00 s |
| 14e | Juan Pablo Dotti   | Argentine  | Sindicato de Empleados Públicos de San Juan | + 2 min 05 s |
| 15e | Steff Cras         | Belgique   | TotalEnergies                               | + 2 min 11 s |
| 16e | Vicente Rojas      | Chili      | Chili                                       | + 2 min 12 s |
| 17e | Abner González     | Porto Rico | Movistar Team                               | + 2 min 12 s |
| 18e | Harold Tejada      | Colombie   | Astana Qazaqstan Team                       | + 2 min 16 s |
| 19e | Marco Frigo        | Italie     | Israel-Premier Tech                         | + 2 min 18 s |
| 20e | Yves Lampaert      | Belgique   | Soudal Quick-Step                           | + 2 min 28 s |

### Classements annexes
| Classement de la montagne | Classement de la montagne | Classement de la montagne | Classement de la montagne                   | Classement de la montagne |
| Coureur                   | Coureur                   | Pays                      | Équipe                                      | Points                    |
| ------------------------- | ------------------------- | ------------------------- | ------------------------------------------- | ------------------------- |
| 1er                       | Manuele Tarozzi           | Italie                    | Green Project-Bardiani CSF-Faizanè          | 24 pts                    |
| 2e                        | Christofer Jurado         | Panama                    | Panamá es Cultura y Valores                 | 19 pts                    |
| 3e                        | Juan Pablo Dotti          | Argentine                 | Sindicato de Empleados Públicos de San Juan | 14 pts                    |
| 4e                        | Miguel Ángel López        | Colombie                  | Medellín-EPM                                | DQ                        |
| 4e                        | Filippo Ganna             | Italie                    | Ineos Grenadiers                            | 8 pts                     |
| 5e                        | Marcos Méndez             | Argentine                 | Argentine                                   | 8 pts                     |
| 6e                        | Sergio Higuita            | Colombie                  | Bora-Hansgrohe                              | 6 pts                     |
| 7e                        | Stefano Gandin            | Italie                    | Team Corratec                               | 6 pts                     |
| 8e                        | Emiliano Contreras        | Argentine                 | Chimbas Te Quiero                           | 4 pts                     |
| 9e                        | Leandro Messineo          | Argentine                 | Chimbas Te Quiero                           | 4 pts                     |

| Classement de la montagne | Classement de la montagne | Classement de la montagne | Classement de la montagne                   | Classement de la montagne |
| Coureur                   | Coureur                   | Pays                      | Équipe                                      | Points                    |
| ------------------------- | ------------------------- | ------------------------- | ------------------------------------------- | ------------------------- |
| 1er                       | Manuele Tarozzi           | Italie                    | Green Project-Bardiani CSF-Faizanè          | 24 pts                    |
| 2e                        | Christofer Jurado         | Panama                    | Panamá es Cultura y Valores                 | 19 pts                    |
| 3e                        | Juan Pablo Dotti          | Argentine                 | Sindicato de Empleados Públicos de San Juan | 14 pts                    |
| 4e                        | Miguel Ángel López        | Colombie                  | Medellín-EPM                                | DQ                        |
| 4e                        | Filippo Ganna             | Italie                    | Ineos Grenadiers                            | 8 pts                     |
| 5e                        | Marcos Méndez             | Argentine                 | Argentine                                   | 8 pts                     |
| 6e                        | Sergio Higuita            | Colombie                  | Bora-Hansgrohe                              | 6 pts                     |
| 7e                        | Stefano Gandin            | Italie                    | Team Corratec                               | 6 pts                     |
| 8e                        | Emiliano Contreras        | Argentine                 | Chimbas Te Quiero                           | 4 pts                     |
| 9e                        | Leandro Messineo          | Argentine                 | Chimbas Te Quiero                           | 4 pts                     |

| Classement du meilleur jeune | Classement du meilleur jeune | Classement du meilleur jeune | Classement du meilleur jeune       | Classement du meilleur jeune |
| Coureur                      | Coureur                      | Pays                         | Équipe                             | Temps                        |
| ---------------------------- | ---------------------------- | ---------------------------- | ---------------------------------- | ---------------------------- |
| 1er                          | Matthew Riccitello           | États-Unis                   | Israel-Premier Tech                | 25 h 42 min 38 s             |
| 2e                           | Quinn Simmons                | États-Unis                   | Trek-Segafredo                     | + 5 s                        |
| 3e                           | Vicente Rojas                | Chili                        | Chili                              | + 31 s                       |
| 4e                           | Mathias Vacek                | Tchéquie                     | Trek-Segafredo                     | + 2 min 41 s                 |
| 5e                           | Marco Brenner                | Allemagne                    | Team DSM                           | + 7 min 29 s                 |
| 6e                           | Tobias Lund Andresen         | Danemark                     | Team DSM                           | + 9 min 04 s                 |
| 7e                           | Vinicius Rangel              | Brésil                       | Movistar Team                      | + 12 min 24 s                |
| 8e                           | Rodrigo Díaz                 | Argentine                    | Municipalidad de Rawson            | + 19 min 42 s                |
| 9e                           | Héctor Quintana              | Chili                        | Chili                              | + 23 min 17 s                |
| 10e                          | Iker Bonillo                 | Espagne                      | Green Project-Bardiani CSF-Faizanè | + 27 min 40 s                |

| Classement du meilleur jeune | Classement du meilleur jeune | Classement du meilleur jeune | Classement du meilleur jeune       | Classement du meilleur jeune |
| Coureur                      | Coureur                      | Pays                         | Équipe                             | Temps                        |
| ---------------------------- | ---------------------------- | ---------------------------- | ---------------------------------- | ---------------------------- |
| 1er                          | Matthew Riccitello           | États-Unis                   | Israel-Premier Tech                | 25 h 42 min 38 s             |
| 2e                           | Quinn Simmons                | États-Unis                   | Trek-Segafredo                     | + 5 s                        |
| 3e                           | Vicente Rojas                | Chili                        | Chili                              | + 31 s                       |
| 4e                           | Mathias Vacek                | Tchéquie                     | Trek-Segafredo                     | + 2 min 41 s                 |
| 5e                           | Marco Brenner                | Allemagne                    | Team DSM                           | + 7 min 29 s                 |
| 6e                           | Tobias Lund Andresen         | Danemark                     | Team DSM                           | + 9 min 04 s                 |
| 7e                           | Vinicius Rangel              | Brésil                       | Movistar Team                      | + 12 min 24 s                |
| 8e                           | Rodrigo Díaz                 | Argentine                    | Municipalidad de Rawson            | + 19 min 42 s                |
| 9e                           | Héctor Quintana              | Chili                        | Chili                              | + 23 min 17 s                |
| 10e                          | Iker Bonillo                 | Espagne                      | Green Project-Bardiani CSF-Faizanè | + 27 min 40 s                |

| Classement des sprints | Classement des sprints | Classement des sprints | Classement des sprints | Classement des sprints |
| Coureur                | Coureur                | Pays                   | Équipe                 | Points                 |
| ---------------------- | ---------------------- | ---------------------- | ---------------------- | ---------------------- |

| Classement des sprints | Classement des sprints | Classement des sprints | Classement des sprints | Classement des sprints |
| Coureur                | Coureur                | Pays                   | Équipe                 | Points                 |
| ---------------------- | ---------------------- | ---------------------- | ---------------------- | ---------------------- |

| Classement par équipes | Classement par équipes             | Classement par équipes | Classement par équipes |
| Équipe                 | Équipe                             | Pays                   | Temps                  |
| ---------------------- | ---------------------------------- | ---------------------- | ---------------------- |
| 1re                    | Ineos Grenadiers                   | Royaume-Uni            | 77 h 05 min 22 s       |
| 2e                     | Movistar Team                      | Espagne                | + 2 min 20 s           |
| 3e                     | Medellín-EPM                       | Colombie               | + 3 min 04 s           |
| 4e                     | Soudal Quick-Step                  | Belgique               | + 4 min 05 s           |
| 5e                     | Green Project-Bardiani CSF-Faizanè | Italie                 | + 5 min 21 s           |

| Classement par équipes | Classement par équipes             | Classement par équipes | Classement par équipes |
| Équipe                 | Équipe                             | Pays                   | Temps                  |
| ---------------------- | ---------------------------------- | ---------------------- | ---------------------- |
| 1re                    | Ineos Grenadiers                   | Royaume-Uni            | 77 h 05 min 22 s       |
| 2e                     | Movistar Team                      | Espagne                | + 2 min 20 s           |
| 3e                     | Medellín-EPM                       | Colombie               | + 3 min 04 s           |
| 4e                     | Soudal Quick-Step                  | Belgique               | + 4 min 05 s           |
| 5e                     | Green Project-Bardiani CSF-Faizanè | Italie                 | + 5 min 21 s           |

## Classements UCI
La course attribue des points au Classement mondial UCI selon le barème suivant :
| Position           | 1er | 2e | 3e | 4e | 5e | 6e | 7e | 8e | 9e | 10e | 11e | 12e | 13e à 15e | 16e à 25e |
| Classement général | 125 | 85 | 70 | 60 | 50 | 40 | 35 | 30 | 25 | 20  | 15  | 10  | 5         | 3         |
| Par étapes         | 14  | 5  | 3  |    |    |    |    |    |    |     |     |     |           |           |
| Leader             | 3   |    |    |    |    |    |    |    |    |     |     |     |           |           |

## Évolution des classements
| Étape              | Vainqueur          | Classement général | Classement de la montagne | Classement des sprints | Classement du meilleur jeune | Classement par équipes |
| ------------------ | ------------------ | ------------------ | ------------------------- | ---------------------- | ---------------------------- | ---------------------- |
| 1                  | Sam Bennett        | Sam Bennett        | Christofer Jurado         | Leonardo Cobarrubia    | Tobias Lund Andresen         | Bora-Hansgrohe         |
| 2                  | Fabio Jakobsen     | Sam Bennett        | Tomás Contte              | Gerardo Tivani         | Tobias Lund Andresen         | DSM                    |
| 3                  | Quinn Simmons      | Sam Bennett        | Tomás Contte              | Daniel Juárez          | Tobias Lund Andresen         | Bora-Hansgrohe         |
| 4                  | Fernando Gaviria   | Fernando Gaviria   | Manuele Tarozzi           | Gerardo Tivani         | Tobias Lund Andresen         | TotalEnergies          |
| 5                  | Miguel Ángel López | Miguel Ángel López | Manuele Tarozzi           | Gerardo Tivani         | Matthew Riccitello           | Ineos Grenadiers       |
| 6                  | Sam Welsford       | Miguel Ángel López | Manuele Tarozzi           | Gerardo Tivani         | Matthew Riccitello           | Ineos Grenadiers       |
| 7                  | Sam Welsford       | Miguel Ángel López | Manuele Tarozzi           | Gerardo Tivani         | Matthew Riccitello           | Ineos Grenadiers       |
| Classements finals | Classements finals | Miguel Ángel López | Manuele Tarozzi           | Gerardo Tivani         | Matthew Riccitello           | Ineos Grenadiers       |